# René Nouailhat
 (octobre 2015).
René Nouailhat est un historien des religions français né le 23 février 1944.

## Biographie
René Nouailhat, né le 23 février 1944, est historien des religions, docteur ès lettres HDR depuis 1987. Il a enseigné en collège et en lycée, au Mali puis en France (Versailles, Rambouillet, Besançon). Il a été directeur de l'institution Saint-Jean de Besançon et responsable de la formation initiale et continue des enseignants à l'Unapec et Formiris (enseignement catholique). 
Il a enseigné à l'université (notamment à la Faculté des Lettres de l'Université de Besançon et à l'Institut d'histoire des religions de l'université Marc Bloch à Strasbourg). Il a fondé en 1995 l'IFER (Institut de Formation à l'Étude et l'Enseignement des Religions) au Centre Universitaire Catholique de Bourgogne où il a été directeur des études universitaires jusqu'en 2013. Il a ouvert de nouveaux parcours de recherche en didactique du fait religieux. 
Il a organisé de nombreuses sessions de formation pour les enseignants en France et Outre-mer. Il est intervenu dans divers cycles de conférences universitaires et dans de nombreux colloques internationaux en Europe, en Afrique et en Amérique. 
Il a publié plus d'une centaine d'études de recherche et de pédagogie et a dirigé avec Bernard Descouleurs la collection "Cultures et religion" aux éditions Desclée de Brouwer.

## Publications
Principaux ouvrages :
- Le Spiritualisme chrétien dans sa constitution (préfaces de Pierre Lévêque et Stanislas Breton), Desclée, coll. Théorème, 1976, 192 p.
- Les Premiers christianismes, éditions Errance, coll. Le Jardin des Hespérides, 1988, 134 p.
- Saints et patrons. Les premiers moines de Lérins, Les Belles Lettres, 1988, 426 p.
- La Genèse du christianisme, de Jérusalem à Chalcédoine (préface du recteur Philippe Joutard), CRDP de Franche-Comté, coll. Histoire des religions, 1980, 160p. Rééditions augmentées Cerf / CNDP, 1994 et 1997, 334 p.
- Pour enseigner les origines de la chrétienté (collectif), Cerf / CRDP Basse Normandie, 1996, 204 p.
- Enseigner les religions en collège et en lycée. Vingt-quatre séances pédagogiques (avec Jean Joncheray), éditions de l'Atelier / CRDP de Franche-Comté, coll. Histoire des religions, 1000, 199 p.
- Le Fait religieux dans l'enseignement, Magnard, coll. Chemins de formation, 2000, 128 p.
- Enseigner le fait religieux, un défi pour la laïcité (préface de Régis Debray, annexes de Marie Cayol, Daniel Faivre, Mohsen Ismaël, Pierre Lecompte et Bernard Descouleurs), coll. Les repères pédagogiques, 2003 ; nouvelle édition 2004, Nathan, 350 p.
- Jacobs, la marque du fantastique. Mythologie, politique et religion dans la bande dessinée Blake et Mortimer (annexes Luc Révillon et Michel Thiébaud), Mosquito / Scéren, 2004, 163 p.
- Croire, savoir, quelles pédagogies européennes ? (avec Luc Collès et Henri Derroitte), Lumen Vitae, coLL, Haubans, Bruxelles 2013, 336 p.
- Olrik ou le secret du mystère Jacobs, Mosquito, 2014, 112 p.
- Les Avatars du christianisme en bandes dessinées (préface Luc Collès), , EME, coll. Divin et Sacré, Bruxelles 2014, 282 p.